# Tour de France 2010/14. Etappe
Die 14. Etappe der Tour de France 2010 am 18. Juli führte über 184,5 km von Revel nach Ax-3 Domaines. Auf dieser Bergetappe gab es zwei Sprintwertungen und zwei Bergwertungen, eine der Hors Catégorie sowie eine der 1. Kategorie. Nach der Aufgabe von Rein Taaramäe gingen 175 der 198 gemeldeten Teilnehmer an den Start.

## Rennverlauf
Nach knapp drei Kilometern neutraler Fahrt wurde der reale Start um 12:07 Uhr erreicht. Christian Knees war der erste Fahrer, der sich abzusetzen versuchte, ihm schlossen sich elf weitere Fahrer an, kurz darauf drei weitere. Die meisten der Ausreißer wurden kurz darauf wieder gestellt, es blieb eine Fünfergruppe bestehend aus Geraint Thomas, David Zabriskie, Pawel Brutt, José Iván Gutiérrez und Amaël Moinard übrig. Gutiérrez gab die Flucht aber wieder auf und wurde 17 Kilometer nach dem Start wieder gestellt. Die Vierergruppe wurde danach von Benoît Vaugrenard, Christophe Riblon, Jurgen Van De Walle, Pierre Rolland und Stéphane Augé verfolgt. Nach 24 Kilometern erfolgte der Zusammenschluss der nunmehr neunköpfigen Spitzengruppe. Das Feld reduzierte nun das Tempo und der Vorsprung der Ausreißer wuchs zunächst auf rund acht Minuten.
Vaugrenard fuhr als Erster über die erste Sprintwertung, bei der allerdings nicht gesprintet wurde. Danach wuchs der Vorsprung der Gruppe kurzzeitig auf über zehn Minuten vor dem von Rabobank geführten Feld, das später von Astana unterstützt wurde. Nachdem Astana die Führung im Feld übernahm, reduzierte sich der Vorsprung wieder. Er lag bereits wieder unter acht Minuten, als in der Spitzengruppe Augé als Erster die zweite Sprintwertung überquerte.
Kurz vor Beginn des offiziellen Beginns des Anstiegs zum Port de Pailhères beschleunigte Augé, wodurch die Spitzengruppe kurz auseinanderriss, aber wieder zusammenlief. Der Vorsprung fiel zu diesem Zeitpunkt auf unter vier Minuten. Als der Anstieg dann begann, fiel Augé zusammen mit Vaugrenard und kurz darauf auch Thomas zurück. Auch aus dem Feld, an dessen Spitze sich Juan Antonio Flecha vom Team Sky setzte, fielen zu Beginn des Anstiegs bereits viele Fahrer zurück, unter ihnen auch Jaroslaw Popowytsch. Zu diesem Zeitpunkt griff Rafael Valls im Feld an, ihm folgte Rémy Di Gregorio. Inzwischen hatte Astana wieder die Kontrolle des Feldes übernommen. Kurz darauf griff auch Carlos Sastre gemeinsam mit Volodymyr Gustov an, denen Kanstanzin Siuzou folgte. Die Spitzengruppe bestand unterdessen nur noch aus Riblon, Moinard und Van De Walle, die ihren Vorsprung von noch über drei Minuten nun aber konstant halten konnte. Di Gregorio wurde vom Feld wieder eingeholt, auch Siuzou fiel später wieder zurück. Valls überholte unterdessen den zurückgefallenen Augé. Jérôme Pineau musste nun ebenfalls reißen lassen. Valls überholte nun auch Thomas. Auch Wassil Kiryjenka griff nun im Feld an, der Sastre zwar einholen, ihm später aber nicht mehr folgen konnte. Lance Armstrong fiel ebenfalls zurück. In der Spitzengruppe konnten nun Riblon und Moinard ihren letzten Begleiter Van De Walle abhängen. Anthony Charteau attackierte im Feld, dessen Tempo von Daniel Navarro vorgegeben wurde. Riblon erreichte als Erster den Gipfel, Valls erreichte hinter dem ehemaligen Spitzentrio als Vierter die Bergwertung, gefolgt von Sastre und Kiryjenka. Damiano Cunego und Christophe Moreau attackierten vor der Bergwertung aus dem Feld und konnten sich ebenfalls Punkte sichern.
In der Schlusssteigung hängte Riblon seinen in der Abfahrt wieder herangefahrenen Landsmann Moinard erneut ab. In der Verfolgergruppe setzte Sastre sich von seinen Begleiter ab und lag nun auf der dritten Position. Als das Feld die Schlusssteigung erreichte, übernahm Alexander Winokurow die Tempoarbeit, Roman Kreuziger und Ivan Basso konnten nicht mehr folgen. Auch Cunego konnte Sastre inzwischen nicht mehr folgen. Winokurow griff nun an, ließ aber wieder locker. Andy Schleck und Alberto Contador belauerten sich. Cunego und Kiryjenka wurden nun wieder vom Feld eingeholt. Contador griff daraufhin an, gefolgt von Schleck und Denis Menschow. Gemeinsam holten sie auch Sastre wieder ein, der weiter zurückfiel. Nach einem erneuten erfolglosen Angriff begann Contador mit Stehversuchen. Robert Gesink nutzte die Gelegenheit zum Angriff, gefolgt von Joaquim Rodríguez und Jurgen Van Den Broeck. Auch Menschow attackierte, verfolgt von Samuel Sánchez. Riblon überfuhr unterdessen als Erster die Bergwertung gewann kurz darauf die Etappe. Menschow und Sánchez folgten 54 Sekunden später. Begünstigt durch die Belauerung von Schleck und Contador konnten sie 14 Sekunden auf deren Gruppe herausfahren. Cunego und Sastre erreichten das Ziel 41 Sekunden nach dieser.

## Sprintwertungen
- 1. Zwischensprint in Mirepoix (Kilometer 51,5) (300 m)

| Erster  | Benoît Vaugrenard   | 6 Pkt. |
| Zweiter | David Zabriskie     | 4 Pkt. |
| Dritter | Jurgen Van De Walle | 2 Pkt. |
- 2. Zwischensprint in Campagne-sur-Aude (Kilometer 102) (255 m)

| Erster  | Stéphane Augé     | 6 Pkt. |
| Zweiter | Amaël Moinard     | 4 Pkt. |
| Dritter | Christophe Riblon | 2 Pkt. |
- Ziel in Ax-3 Domaines (Kilometer 184,5) (1372 m)

| Erster   | Christophe Riblon     | 20 Pkt. |
| Zweiter  | Denis Menschow        | 17 Pkt. |
| Dritter  | Samuel Sánchez        | 15 Pkt. |
| Vierter  | Andy Schleck          | 13 Pkt. |
| Fünfter  | Joaquim Rodríguez     | 12 Pkt. |
| Sechster | Robert Gesink         | 10 Pkt. |
| Siebter  | Alberto Contador      | 9 Pkt.  |
| Achter   | Jurgen Van Den Broeck | 8 Pkt.  |
| Neunter  | Damiano Cunego        | 7 Pkt.  |
| Zehnter  | Carlos Sastre         | 6 Pkt.  |
| 11.      | Levi Leipheimer       | 5 Pkt.  |
| 12.      | Ryder Hesjedal        | 4 Pkt.  |
| 13.      | Alexander Winokurow   | 3 Pkt.  |
| 14.      | Luis León Sánchez Gil | 2 Pkt.  |
| 15.      | Christophe Moreau     | 1 Pkt.  |

## Bergwertungen
- Port de Pailhères, Hors Catégorie (Kilometer 155,5; 2001 m; 15,5 km à 7,9 %)

| Erster   | Christophe Riblon   | 20 Pkt. |
| Zweiter  | Amaël Moinard       | 18 Pkt. |
| Dritter  | Jurgen Van De Walle | 16 Pkt. |
| Vierter  | Rafael Valls        | 14 Pkt. |
| Fünfter  | Carlos Sastre       | 12 Pkt. |
| Sechster | Wassil Kiryjenka    | 10 Pkt. |
| Siebter  | Anthony Charteau    | 8 Pkt.  |
| Achter   | Damiano Cunego      | 7 Pkt.  |
| Neunter  | Christophe Moreau   | 6 Pkt.  |
| Zehnter  | Juan Manuel Gárate  | 5 Pkt.  |
- Ax-3 Domaines, Kategorie 1 (Kilometer 183; 1360 m; 7,8 km à 8,2 %)

| Erster   | Christophe Riblon     | 30 Pkt. |
| Zweiter  | Denis Menschow        | 26 Pkt. |
| Dritter  | Samuel Sánchez        | 22 Pkt. |
| Vierter  | Jurgen Van Den Broeck | 18 Pkt. |
| Fünfter  | Joaquim Rodríguez     | 16 Pkt. |
| Sechster | Robert Gesink         | 14 Pkt. |
| Siebter  | Andy Schleck          | 12 Pkt. |
| Achter   | Alberto Contador      | 10 Pkt. |